# De nio lyrikerna
De nio lyrikerna är en kanon av grekiska diktare upprättad i Alexandria under antiken. Huvudansvarig för urvalet var filologen Aristofanes från Byzantion, som sammanställde en utgåva av de nios samlade verk omkring 200 f.Kr. Urvalet gjordes som en vägledning för vilka lyriker som var mest värda att studeras.
Till de nio lyrikerna räknas:
- Alkman (körlyrik, 600-talet f.Kr.)
- Sapfo (monodisk lyrik, 500-talet f.Kr.)
- Alkaios (monodisk lyrik, 500-talet f.Kr.)
- Anakreon (monodisk lyrik, 500-talet f.Kr.)
- Stesichoros (körlyrik, 500-talet f.Kr.)
- Ibykos (körlyrik, 500-talet f.Kr.)
- Simonides (körlyrik, 400-talet f.Kr.)
- Pindaros (körlyrik, 400-talet f.Kr.)
- Bakchylides (körlyrik, 400-talet f.Kr.)

Modern forskning har delat in den grekiska lyriken i tre huvudgenrer: monodisk lyrik, solosång, och körlyrik. Denna uppdelning har ifrågasatts. Det som främst skiljer de tre grupperna åt är den grekiska dialekten och strofkompositionen, däremot finns det inga säkra bevis på att uppdelningen mellan solosång och kör stämmer. Till lyrik räknades poesi som var avsedd att sjungas. Annan poesi som idag skulle räknas till den lyriska genren fick inte plats i denna kanon, ex. elegi.
De två lyriker som under antiken ansågs bäst var Pindaros och Sapfo, och det är även de som har bevarats i störst omfattning. Fram till 1800-talet var i själva verket nästan bara Pindaros dikter kända i någon större mängd. Flera stora papyrusfynd, särskilt vid Oxyrhynchos i Egypten 1895, har dock bidragit till att utöka diktmaterialet, om än ofta i fragmentarisk form.